# オキサロ酢酸タウトメラーゼ
オキサロ酢酸タウトメラーゼ(Phenylpyruvate tautomerase、EC 5.3.2.2)は、以下の化学反応を触媒する酵素である。
ケト-オキサロ酢酸{\displaystyle \rightleftharpoons }エノール-オキサロ酢酸
従って、この酵素の基質はケト-オキサロ酢酸、生成物はエノール-オキサロ酢酸である。
この酵素は異性化酵素、特にケト型をエノール型に変換する分子内酸化還元酵素に分類される。系統名は、オキサロ酢酸 ケト-エノール-イソメラーゼ(oxaloacetate keto---enol-isomerase)である。
オキサロ酢酸タウトメラーゼは、1960年代から1970年代にかけていくつかの論文で特性が報告されたものの、この活性は、高等生物のゲノムの中で特定されたどの遺伝子とも関連がない。